# The Agonist
The Agonist est un groupe canadien de metal extrême, originaire de Montréal, au Québec. Leur style musical se caractérise par des influences death metal mélodique et de metalcore. Formé en 2004, le groupe publie son premier album, Once Only Imagined, en août 2007. Il sort le deuxième album du groupe, intitulé Lullabies for the Dormant Mind, en 2009. Après un troisième album, Prisoners, publié en 2012, la chanteuse Alissa White-Gluz quitte le groupe en 2014. Après avoir recruté Vicky Psarakis, la nouvelle formation publie un quatrième album, intitulé Eye of Providence. Leur cinquième opus, Five, est publié en septembre 2016. Orphans, le dernier album en date, est publié en 2019. Le 10 mai 2023, le groupe annonce sa séparation.

## Biographie

### Once Only Imagined(2004–2008)
The Agonist est initialement formé en 2004 sous le nom de The Tempest, comprenant la chanteuse Alissa White-Gluz, le guitariste Danny Marino et le bassiste Chris Kells. Trois ans plus tard, en 2007, le groupe change de nom pour The Agonist.
Le groupe publie son premier album, Once Only Imagined, le 14 août 2007 sur le label Century Media Records. La vidéo pour le morceau Business Suits and Combat Boots est élue sixième meilleure vidéo de l'année 2007 dans l'émission Headbanger's Ball sur MTV2. Après la sortie de ce premier album, The Agonist tourne avec des groupes comme God Forbid, Arsis, The Faceless, Sonata Arctica, Overkill, Epica, Visions of Atlantis, et Enslaved. L'une des tournée du groupe est interrompue à cause d'un blizzard ayant endommagé leur équipement dans les Rocky Mountains, en novembre 2007.
La chanteuse Alissa White-Gluz est citée dans le magazine Revolver parmi « les filles les plus sexy du metal » en 2007 et plus tard en 2009. Elle a également participé à l'émission Canadian Idol en 2006. Son chant est extrêmement varié : voix death, voix black, voix claire et parfois même lyrique.

### Lullabies for the Dormant Mind(2009–2011)
Le 23 février 2009 sort le deuxième album du groupe, intitulé Lullabies for the Dormant Mind. La mini-vidéo de la chanson ...And Their Eulogies Sang Me to Sleep, extraite de l'album Lullabies for the Dormant Mind, est réalisée par David Brodsky, et publiée le 18 avril 2009.  Peu après cette sortie, est publiée une vidéo intitulée Birds Elope With the Sun, qui comprend la tournée du groupe. Leur troisième vidéo du single, Thank You Pain est publiée sur le Peta2 Blog le 3 septembre 2009. L'album débute à la 105e place du Billboard Heatseekers.
Ils tournent ensuite en soutien à l'album, notamment au Mexique, au Venezuela, en Colombie, au Japon, en Chine, et en Europe. Leur première apparition en Europe se fait lors de la huitième édition du Metal Female Voice Fest en Belgique, le 24 octobre 2010. Après leur tournée avec Epica et Scar Symmetry en décembre 2010, le groupe confirme sur Facebook l'écriture d'un nouvel album prévu pour juillet 2012.

### Prisoners(2012–2013)

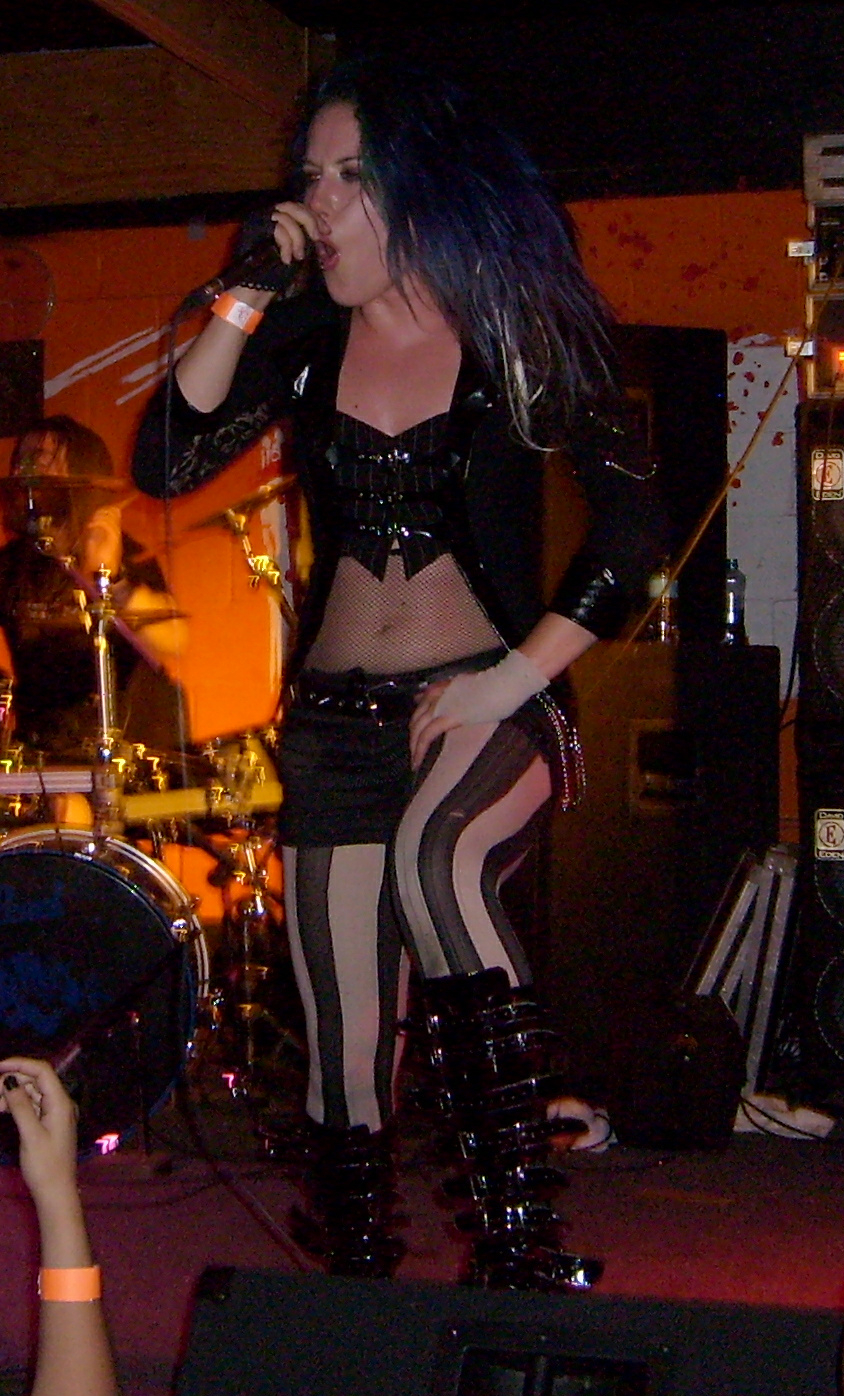
Alissa White-Gluz, chanteuse du groupe jusqu'en 2014.

À la fin de 2011, The Agonist prend part à la tournée Pandemonium over North America avec Kamelot, Alestorm et Blackguard (sauf le guitariste Danny Marino, qui est remplacé par l'ex-guitariste des Catalyst, Justin Deguire). En tournée, le groupe vend un EP intitulé The Escape qui comprend deux chansons prévues pour leur troisième album. Il est mixé par Tue Madsen qui est connu pour ses collaborations avec The Haunted, Dark Tranquility et Suicide Silence. The Escape est ensuite publié sur iTunes et en précommande sur CM Distro le 3 septembre.
La chanteuse Alissa White-Gluz annonce que le style musical du groupe sera plus mature, et non nécessairement plus agressif ou mélodique. Elle explique qu'il y aura des éléments « classiques » inspirés notamment de Pantera et Radiohead. Elle explique à Lithium Magazine que leur nouvel album conviendrait mieux aux auditeurs à l'esprit ouvert, et non à ceux qui attendent un style similaire à Thank You, Pain. Les derniers enregistrements prennent place après la dernière date de tournée avec Kamelot.
The Agonist annonce le 5 mars sur YouTube avant son show à Montréal que leur nouvel album sera intitulé Prisoners. Il est publié le 4 juin 2012 en Europe et le 5 juin 2012 en Amérique du Nord via Century Media Records et produit par Christian Donaldson. Ideomotor est confirmé comme le premier single. Le clip vidéo de Panophobia est publié le 24 octobre 2012, et comprend des scènes issues de leur participation au festival Heavy MTL Festival de Montréal. En soutien à Prisoner, The Agonist annonce des dates de tournées en avril 2013 avec Danzig et Corrosion of Conformity.

### Eye of Providence,FiveetOrphans(2014-2023)
En mars 2014, Alissa White-Gluz se voit offrir le poste de chanteuse chez Arch Enemy en remplacement de Angela Gossow (qui se restreint au management du groupe) : Alissa désirait continuer avec The Agonist mais les autres membres ont préféré s'en séparer face au mépris affiché par leur ex-frontwoman. Elle est remplacée par Vicky Psarakis. Elle révèle aussi son départ du groupe.
Le 9 juillet 2014, le groupe annonce sur Facebook un nouvel album. Leur quatrième opus, Eye of Providence, est prévu pour le 11 novembre 2014.
Il est finalement repoussé et publié le 24 février 2015 en Europe, et le jour suivant en Amérique du Nord. Leur cinquième opus, Five, est publié le 30 septembre 2016. Orphans, le dernier album en date, sort le 20 septembre 2019. Le 10 mai 2023, le groupe annonce l'arrêt définitif de ses activités après avoir fait part de ne pas assurer de tournée pour l'année. 

## Style musical
The Agonist est connu pour son usage de chant clair et de grunts. Le groupe se centre sur des thèmes comme le droit animal, les problèmes sociaux et l'état dans lequel se trouve la planète,,.

## Membres

### Membres actuels
- Danny Marino - guitare (depuis 2004)
- Chris Kells - basse, chœurs (depuis 2004)
- Simon McKay - batterie, percussions (depuis 2007)
- Pascal « Paco » Jobin - guitare (depuis 2010)
- Vicky Psarakis - chant (depuis 2014)

### Anciens membres
- Alissa White-Gluz – chant (2004–2014)
- Andrew Tapley – guitare (2007–2008)
- Chris Adolph – guitare (2009)

## Vidéographie
- 2007 : Business Suits and Combat Boots
- 2009 : And Their Eulogies Sang Me to Sleep
- 2009 : Thank You Pain
- 2009 : Birds Elope With the Sun
- 2012 : Panophobia
- 2014 : Gates of Horn and Ivory
- 2015 : My Witness, Your Victim
- 2015 : A Gentle Disease
- 2015 : Danse Macabre
- 2015 : Follow the Crossed Line
- 2019 : In Vertigo[16]
- 2019 : Burn It All Down
- 2019 : As One We Survive
- 2019 : The Gift of Silence